# Christa Rigozzi
Christa Rigozzi (Monte Carasso, 2 maggio 1983) è una modella svizzera, eletta Miss Svizzera 2007 il 9 settembre 2006 in rappresentanza del Canton Ticino. È la prima donna del Canton Ticino ad aver vinto il titolo negli ultimi dieci anni.

## Biografia
Studentessa di criminologia e legge criminale presso l'università di Berna, Rigozzi parla fluentemente italiano, tedesco e francese, oltre che spagnolo e inglese. Nel 2010 ha sposato il fidanzato Giovanni Marchese a Bellinzona. Ha rappresentato la Svizzera in occasione di Miss Universo 2007, il 28 maggio 2007 a Città del Messico, dove però la modella non è riuscita a superare la fase preliminare del concorso. 
È ambasciatrice del Swiss Malaria Group.